# فورميستا

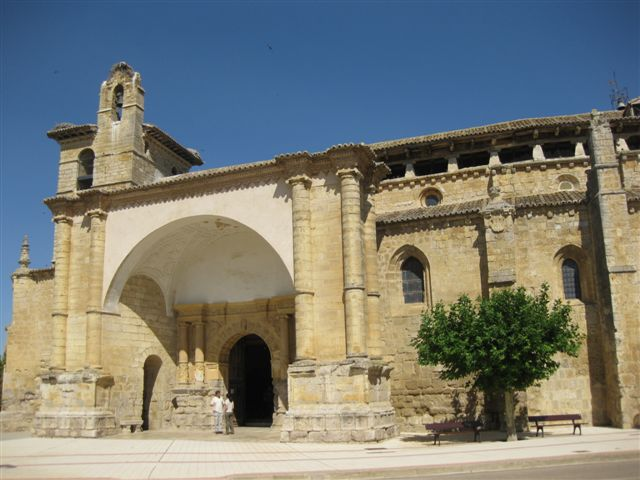
كنيسة/متحف سان بيدرو بفورميستا.

فورميستا بلدية إسبانية تقع في مقاطعة بالنثيا في كوماركا تييرا دي كامبوس في منطقة الحكم الذاتي الإسبانية قشتالة وليون. ووفقًا للمعهد الوطني للإحصائيات (إسبانيا)، فإن البلدية كانت تعج ب 846 نسمة وفقًا لتعداد السكان عام 2012. وتعد فورميستا محطة توقف رئيسية للحجاج في طريقهم إلى سانتياجو دي كومبوستيلا. وتقع فورميستا على بعد 32 كم من مقاطعة بالنثيا و19 كم من كاريون دي لوس كوندس و17كم من أوسورنو لا مايور ويخدمها طريق كانتابريا ميسيتا السريع

## أعلام
- بيترو غونزاليس